# Tajbe Jusein Mustafa
Tajbe Jusein Mustafa, bułg. Тайбе Юсеин Мустафа (ur. 4 maja 1991) – bułgarska zapaśniczka, dwukrotna wicemistrzyni świata, trzykrotna wicemistrzyni Europy. Brązowa medalistka olimpijska z Tokio 2020 w kategorii 62 kg i trzynasta w Rio de Janeiro 2016 w kategorii 63 kg.
Startuje w różnych kategoriach wagowych. Złota medalistka mistrzostw świata w 2018 i srebrna w mistrzostw świata z Budapesztu i Strathcona County w 2012 i 2019 roku. Złota medalistka mistrzostw Europy w 2018, 2019 i 2021. Trzecia na igrzyskach europejskich w 2015 i piąta w 2019 roku.